# Putún Maya
Die Putún Maya wurden in der spanischen Kolonialzeit als Volk von Händlern und Kaufleuten beschrieben. Häufig werden sie mit den Chontal-Maya gleichgesetzt oder vermengt, die während der Postklassik Küstenhandel entlang der mexikanischen Golfküste bis zur Karibikküste Yucatáns betrieben.
Insbesondere Eric Thompson (1898–1975) sah in den Putún Maya eine kulturell stark zentralmexikanisch beeinflusste Mayagruppe. Bereits während der Endklassik sollen diese demnach im nördlichen Tiefland zum Zusammenbruch der klassischen Mayakultur beigetragen haben. Als Beweise für diese These werden unter anderem Keramik-Funde, die Stelen in Seibal und der Altar de Sacrificios genannt. Unter Führung der Cocom haben sie dann als Maya-Tolteken von Chichén Itzá später von Ich Paa aus weite Teile Yucatáns bis zum Zusammenbruch der sogenannten Liga von Mayapán dominiert.
Die jüngere Mayaforschung negiert zwar nicht den zentralmexikanischen, insbesondere  toltekischen Einfluss der Postklassik im Kulturraum der Maya, kritisiert aber die invasive These und Ableitungen daraus.